# 컨트롤 (2013년 영화)
《컨트롤》(중국어: 控城計)은 2014년에 대한민국에서 개봉한 홍콩, 중국의 영화이다.

## 줄거리
보이지 않는 적과의 처절한 사투! 상상을 초월하는 놀라운 반전!!
가족을 위해 헌신하며 충실한 삶을 살고 있는 보험판매원 마크(오언조)는 정신질환자인 어머니를 좀더 잘 보살피기 위해 회사가 원하는 대로 법정에서 위증을 하게 된다. 그러나, 이 일로 미지의 남자로부터 협박을 당하기 시작한 마크는 옛 연인 제시카(야오천)를 위협해 은행까지 털고 마약 조직과도 얽히게 되면서 점점 범죄의 길에 들어서고, 급기야 사랑하는 사람들 모두를 위험에 빠뜨리는 일생일대의 위험한 순간을 맞이 하는데...

## 캐스팅
주연
- 오언조: 마크 역
- 임달화: 타이거 역
- 야오천: 제시카 역

조연
- 다이리런: 데빌 역
- 안이쉬안: 미미 역
- 사오빙: 샘 역
- 후이잉훙: 젠, 마크의 어머니 역